# 힙합 장르 목록
다음은 힙합 장르 목록이다.

## 역사
- 힙합의 뿌리
- 올드 스쿨 힙합

## 하위 장르
- 얼터너티브 힙합
- 클라우드 랩
- 코미디 힙합
- 크렁크
- 이스트코스트 힙합
- 지펑크
- 하드코어 힙합
- 더티 랩
- 갱스터 랩
- 갱스터 랩
- 호러코어
- 멤피스 랩
- 멈블 랩
- 서던 힙합
- 트랩 음악
- 드릴 음악
- 턴테이블리즘
- 웨스트코스트 힙합

## 퓨전 장르
- 이모 랩
- 재즈 랩
- 뉴 잭 스윙
- 팝 랩
- 랩 록
- 랩 메탈
- 랩 록
- 트립합

## 파생 장르
- 브레이크비트
- 게토테크
- 글리치 (음악)
- 그라임
- 누 메탈
- 레게톤

## 같이 보기
- 힙합 음악
- 랩 (음악)